# Унгурян Юрій Юрійович
Ю́рій Ю́рійович Унгуря́н (?) — старший солдат Збройних сил України, учасник війни на сході України.

## Нагороди
19 липня 2014 року — за особисту мужність і героїзм, виявлені у захисті державного суверенітету та територіальної цілісності України, вірність військовій присязі під час російсько-української війни, відзначений — нагороджений орденом «За мужність» III ступеня.